# Meds (chanson)
Singles de Placebo
Infra-Red For What It's Worth
Meds est une chanson du groupe de rock Placebo. C'est la première piste de l'album Meds, laquelle fut réalisée en single.

## Description
Sur Meds Brian Molko est accompagné au chant par Alison Mosshart (Alias VV), chanteuse du groupe The Kills. « Quand on imaginait une voix féminine, notre première pensée a été Courtney Love. Puis on s'est rendu compte qu'elle allait être difficile à gérer. Dimitri a suggéré Alison et ça a marché. Meds la réclamait. » Steve Hewitt.
Meds aborde l'aliénation causée par toute substance inhibitrice de la douleur : alcool, drogue, anti-dépresseur...
Comme l'explique Brian Molko dans Rock Mag (2006) que « Meds parle de la perte de soi-même, de ne pas se reconnaître. On se sent perdu, désespéré, et l'on ne sait plus ce que l'on pense, ce que l'on ressent réellement. C'est un sentiment très perturbant, pour moi comme pour tout le monde, et j'ai voulu l'exprimer. »

## Liste des titres du single
Le single Meds est sorti en trois formats le 9 octobre 2006 :
- 7"

1. Meds
2. UNEEDMEMORETHANINEEDU

- 2-track CD

1. Meds
2. Lazarus

- Enhanced CD

1. Meds
2. UNEEDMEMORETHANINEEDU
3. Space Monkey - Timo Maas mix
4. Meds (video)